# تیم ملی سافتبال زنان ایران
تیم ملی سافتبال زنان ایران یک تیم بین‌المللی سافتبال زنان است که از طرف ایران در مسابقات بین‌المللی شرکت می‌کند.